# Lopholejeunea leioptera
Lopholejeunea leioptera là một loài Rêu trong họ Lejeuneaceae. Loài này được Sass-Gyarmati mô tả khoa học đầu tiên năm 2001.